# Heaberht del Kent
Heaberht (fl. VIII secolo) regnò sul Kent nell'VIII secolo insieme a Ecgberht II.
Egli è conosciuto dalle sue monete e dai carteggi con altri sovrani.